# Résidence du Gouverneur (Nouveau-Brunswick)
La résidence du Gouverneur (Old Government House en anglais) est un édifice situé à Fredericton, au Nouveau-Brunswick (Canada). Un bâtiment en pierre de style palladien, c'est la résidence officielle du lieutenant-gouverneur du Nouveau-Brunswick.